# Jean-Paulin Niboyet
 (février 2014).
Pour les articles homonymes, voir Niboyet.
Jean-Paulin Niboyet, né le 29 octobre 1886 à Paris et mort à Paris le 2 mars 1952, est un juriste français. Il a laissé une forte empreinte comme juriste français spécialiste du droit international privé.

## Biographie
Jean-Paulin Niboyet est le fils de Jean-Alexandre Paulin Niboyet (Consul de France et Homme de lettres), il est le petit-fils de la célèbre féministe Lyonnaise Eugénie Niboyet. Il est marié à Jacqueline Menguy en 1918, puis, après la mort de celle-ci, il se remarie en 1927 avec Juliette de Blocisewky. Il a eu trois enfants.
Niboyet a étudié le droit à Paris  de 1905 à 1912, suivant les enseignements de  Louis Renault, Antoine Pillet, Lainé Armand et Albert de Geouffre de La Pradelle. En 1912, il a obtenu son doctorat à Paris.
Il est mobilisé de 1914 à 1918 durant la Première Guerre mondiale. Il a le grade de lieutenant interprète (avril 1918) ; les éloges le concernant sont nombreuses. Il est décoré de la Croix de Guerre. Entre les deux guerres, il sera colonel de réserve dans la justice militaire. Il poursuit sa carrière civile après la guerre et a travaillé comme chargé de cours à l'université de Lyon, puis il a passé un semestre de mission à Alger.
En 1919, il est reçu au concours d'agrégation de droit et nommé à l'université de Strasbourg en tant que professeur de droit. Il est d'abord titulaire de la chaire de législation comparée puis de celle de droit international privé, où il est resté jusqu'en 1926. Il avait la responsabilité d'étudier comment élaborer la transition et le risque de conflit de lois qu’entraînerait la restitution à la France des territoires d'Alsace et de Lorraine. 
En 1924, il a publié conjointement avec son professeur Antoine Pillet un manuel de droit international privé ; ce manuel est un ouvrage de référence. Dans les années 1927-1929, il fut professeur à l'Université de Lille. Quelques années plus tard, en 1926, il a été nommé professeur de droit international privé à l'Institut des hautes études internationales de Paris.
À partir du milieu des années 1920, il s'éloigne progressivement des enseignements de Pillet et développe dans son Traité de droit international privé (6 volumes, 1938-1950) une vision unilatéraliste du droit international privé fondée sur une conception internationale du principe de territorialité. Nombre des analyses de son traité, notamment la résolution des « conflits d'autorités » par application du brocard latin « auctor regit actum » qu'il a forgé, font encore autorité aujourd'hui. 
Il est nommé chevalier de la Légion d'honneur en 1930 puis élevé à la dignité d'officier en 1948. 
Après la Deuxième Guerre mondiale, il s'employa sans relâche dans différentes tâches dans un contexte nouveau.  
Niboyet a été directeur de La revue critique de droit international privé de 1934 à 1952. Il fut membre très actif de la Commission de réforme du Code civil pour que « les grands principes du droit français puissent être révisés à la lumière des expériences nouvelles ». Il fut membre fondateur, secrétaire général puis président du Comité français de droit international privé en vue de promouvoir une « véritable doctrine et école française de droit international privé ».
Il fut président de la Société de législation comparée, « convaincu de la nécessité de développer en matière juridique les relations et la coopération internationale », organisateur de journées d'action latino-américaines à Toulouse en octobre 1950, organisateur de la 2e semaine internationale de droit à Paris et secrétaire général de l'Association des juristes d'expression française. Il fut aussi le fondateur du Centre de droit comparé. 
Niboyet est mort brutalement à Paris le 2 avril 1952 d'une crise cardiaque. Sa bibliothèque personnelle se trouve depuis 1953 à l'université de la Sarre (Sarrebrücken).
Sa petite-fille, Marie-Laure Niboyet, est professeur d'université également en droit international privé à l'université Paris Ouest Nanterre La Défense.